# Relações entre Argélia e Rússia
As relações entre Argélia e Rússia referem-se às relações externas bilaterais entre os dois países, Argélia e Rússia. A Rússia tem uma embaixada em Argel e um consulado em Annaba e a Argélia tem uma embaixada em Moscou. A Argélia atualmente possui relações muito fortes com a Rússia.

## História

### Guerra da Independência (1954-1962)
As relações russo-argelinas foram estabelecidas durante a Guerra de Independência Argelina. Em 26 de junho de 1956, a delegação da União Soviética apoiou a inscrição da questão argelina na ordem do dia do Conselho de Segurança das Nações Unidas. Somente dois países, a União Soviética e o Irã, votaram a favor do registro da questão argelina na ordem do dia. Em novembro de 1960, a União Soviética trouxe embarcações médicas a Argélia para socorrer os feridos das minas na Linha Morice.
Na sua formação em 1958, o Governo Provisório da República Argelina (GPRA) requereu o seu reconhecimento aos Estados do bloco comunista. A União Soviética não respondeu imediatamente a este pedido, contentando-se em fornecer ajuda financeira e armamento leve para as forças argelinas. Seria somente em 7 de outubro de 1960 em Nova York  que a Rússia anunciou de facto o reconhecimento do GPRA.
Em 19 de março de 1962, um dia após a assinatura dos Acordos de Evian, a União Soviética reconheceu  de jure o GPRA. O primeiro embaixador soviético em Argel foi nomeado em outubro de 1962.

### De 1962 até o colapso da União Soviética em 1991
Na independência da Argélia, a União Soviética cooperou com a Argélia no domínio militar. Assim, em 29 de outubro de 1962, a chegada de cinco helicópteros soviéticos na Argélia foi anunciada. Da mesma forma, em 14 de maio seguinte, a AFP indica que uma centena de marinheiros argelinos seriam treinados na União Soviética.
Em 27 de junho de 1963 foi assinado um acordo entre a Argélia e a União Soviética sobre a questão da desminagem das fronteiras argelinas.
Por decreto do Conselho Supremo da União Soviética de 30 de abril de 1964 e a iniciativa do 1.º Secretário do Comitê Central do Partido Comunista da União Soviética, o presidente do Conselho de Ministros da União Soviética Nikita Khrouchtchev, Ahmed Ben Bella foi condecorado com o título de Herói da União Soviética. A Ordem de Lenin e a medalha "Estrela Dourada" foram entregues a ele.
Por causa de tensões entre a Argélia e o Marrocos, fornecimentos de materiais de origem russa aumentariam em meados dos anos 1970. Assim, a Argélia adota uma rede de detecção de origem russa em 1975 e adquire Mig 23 em 25 em junho de 1977. No final da década de 1970, 90% do equipamento militar argelino é de origem russa.
A Rússia também forneceu apoio no domínio industrial a Argélia. Assim, a União Soviética ajudou a desenvolver o setor de mineração na Argélia. Deste modo, 35% dos contratos na área de mineração foram obtidos com a União Soviética.

### A partir de 1991

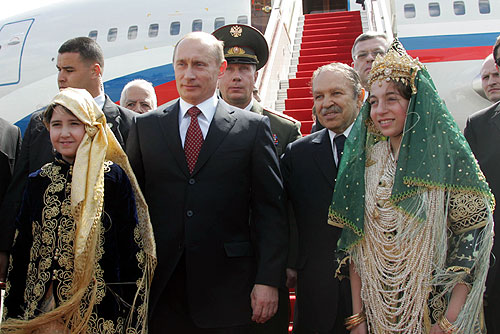
Vladimir Putin junto com Abdelaziz Bouteflika durante sua visita a Argélia em 10 de março de 2006.

Durante uma visita oficial do presidente Abdelaziz Bouteflika de 3 a 6 abril de 2001, uma declaração de parceria estratégica foi assinada entre os dois países.
Em 3 de março de 2006, o presidente Vladimir Putin declarou - durante uma visita a Argel - que a dívida argelina com a Rússia no domínio militar foi eliminada, esta totalizava $ 4,7 bilhões de dólares.